# Оболончик Олександр Володимирович
Олександр Володимирович Оболончик (нар. 17 січня 1992, м. Кременець, Тернопільська обл.) — український санкар (двомісні сани). Майстер спорту. Учасник Зимових Олімпійських ігор 2014 в Сочі.
Вихованець Кременецької ДЮСШ «Колос» із санного спорту. Перший тренер — Олександр Маляровський.
Закінчив Кременецьку загальноосвітню школу-інтернат І-ІІІ ступенів (2009), та Львівський державний університет фізичної культури. студент Тернопільський національний економічний унуверситет  
Чемпіонат України-2013:
- 3-є місце (двомісні сани),
- 4-е місце (одномісні сани).

Олімпійські ігри в м.Сочі 2014
- 17-е місце (особистий залік)
- 10-е місце (командна естафета)

Чемпіонат України 2014
- 1-е місце (двомісні сани)

Чемпіонат Європи
- 15-місце (особистий залік)
- 5-е місце (командна естафета)

Тренери — Василь Казмірук, Анатолій Малишик.
Представляє ФСТ «Колос».